# Boule de neige

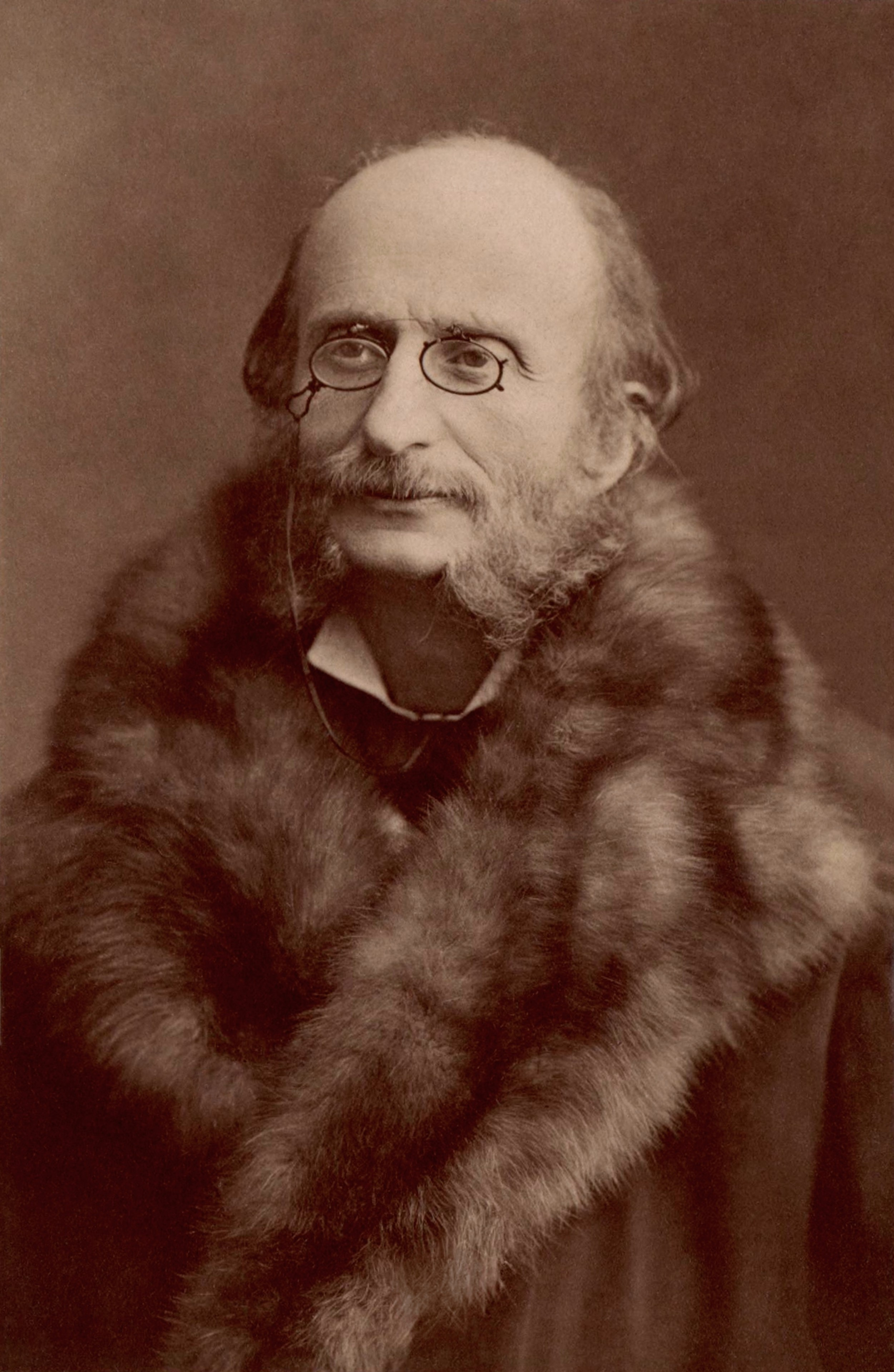
Jacques Offenbach

Boule de neige (Snöboll) är en opéra bouffe i tre akter med musik av Jacques Offenbach och libretto av Charles Nuitter och Tréfeu. Operetten framfördes första gången den 14 december 1871 på Bouffes-Parisiens.

## Historia
Boule de neige är en bearbetning av Barkouf, vars föreställning på Opéra-Comique 1860 endast spelades sju föreställningar. I sitt nya verk tog Offenbach musikstycken från delar av Barkouf och andra verk. Hunden Barkouf blev till björnen Snöboll och handlingen flyttades till Lahore hos Khagan. Offenbach lade till en kvartett och en sextett. Titeln på verket skulle ursprungligen vara Balabrelock , uppkallad efter premiärministern.
Verket blev liksom Barkouf ingen större framgång men spelades under 1872..

## Personer

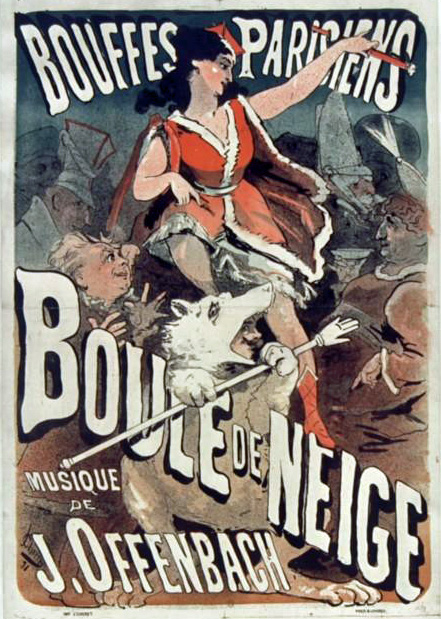
Affisch till premiären 1871.

| Roller                             | Röststämma  | Premiärbesättning 14 december 1871 (Dirigent: Jacques Offenbach) |
| ---------------------------------- | ----------- | ---------------------------------------------------------------- |
| Olga, domptös                      | sopran      | Marie Peschard                                                   |
| Balabrelock, Premiärminister       | baryton     | Désiré                                                           |
| Den stora Khagan                   | mezzosopran | Félicia Thierret                                                 |
| Storkhagan, hennes make            | baryton     | Montrouge                                                        |
| Grégorine, dotter till Balabrelock | sopran      | Bonelli                                                          |
| Schamyl, pälshandlare              | mezzosopran | Nordet                                                           |
| Korpralen, befälhavare för armén   | tenor       | Jean Berthelier                                                  |
| Kassnoiseff, kammarherre           | bas         | Édouard Georges                                                  |
| Kachmir, glasmästare               |             | Duplessis                                                        |
| Polkakoff, danslärare              |             | Victor                                                           |
| Potapotinski, munskänk             |             | Montbars                                                         |
| Patchouline, advokat               |             | De Ribeaucourt                                                   |
| Krapack, läkare                    |             | Guyot                                                            |
| Praskovia, florist                 |             | Guérin                                                           |
| Advotiva, bakare                   |             | Ramelli d.ä.                                                     |
| Nadeje, frukthandlare              |             | Cinty                                                            |
| Kamitchine, apelsinförsäljare      |             | Rose Marie                                                       |
| Helena, advokat                    |             | Camille                                                          |
| Beresina, advokat                  |             | Ramelli d.y.                                                     |
| Orcha, advokat                     |             | Stenio                                                           |
| Fraritzine, advokat                |             | Vidal                                                            |
| Tre hovdamer                       |             | De Ribeaucourt, Ramelli d.ä., Rutha                              |
| Fyra soldater                      |             | Darcourt, Vidal, Bony, Judile                                    |

## Handling
Styckets hjälte är en björn som heter "Snöboll". Precis som i Barkouf har monarken installerat ett djur på tronen som emellertid nu har blivit ohanterlig, i hopp om att rädslan som väckts för ett vilt djur kommer att bli bättre för ett folk som är alltför benäget till revolutioner och snabbt kan resa sig upp. Efter att ha blivit utnämnd till hospodar signerar Snöboll alla  konstiga dokument med sin klo genom djurtämjerskan Olga. När Olgas älskare Kachmir klär ut sig i en björnfäll, för att undkomma polisen, slutar det med att han ersätter Snöboll som härskare.